# Расодер Калист
Расодер Калист (XIV век)  био је српски монах, калиграф и живописац који је живео и стварао у Водну код Скопља.

## Биографија
Расодер Калист је 1354. исписао четворојеванђеље по налогу Јакова, митрополита града Сера. Оај рукопис је 1837. поклонио игуман манастира светог Павла на Атосу лорду Карсону који га је завештао Британском музеју у Лондону. Овај рукопис је украшен заставицама рађеним у византијском стилу и садржи портрет донатора митрополита Јакова Серског.